# Gumball (groupe)
Pour les articles homonymes, voir Gumball.
Gumball est un groupe de rock alternatif américain, originaire de New York. La formation originale comprend Don Fleming (chant et guitare), Eric Vermillion (chant, basse), et Jay Spiegel (batterie). En 1992, un quatrième membre est ajouté, Malcolm Riviera (guitare, claviers). Le groupe se sépare en 1995.

## Biographie
Après la séparation de B.A.L.L., ancien groupe de Fleming et Spiegel en 1990, le duo se joint brièvement à Dinosaur Jr. et publie un single au label Sub Pop. Les deux quittent Dinosaur Jr. peu après la sortie du single. Jay Spiegel approche son ami Eric Vermillion, membre des Stump Wizards, pour jouer tous les deux. Vemillion accepte et quitte The Stump Wizards. Après quoi, le trio devient Gumball.  À la fin 1990, Gumball entre en studio, et un premier EP éponyme est publié au label Paperhouse/Sire. L'EP comprend les chansons All the Time, Yellow Pants, et Gettysburg. En 1991 sort un deuxième opus intitulé Special Kiss.
En 1991, Gumball attire l'intérêt et est contacté par Jim Dunbar de Columbia Records pour un contrat de deux albums. Peu après, le contrat est conclu et Gumball entre immédiatement en studio pour enregistrer leur premier album chez une major, Super Tasty. Les sessions s'effectuent dans le Wisconsin avec le producteur Butch Vig (Nevermind). Super Tasty est enregistré en trio, mais un quatrième membre, Malcolm Riviera, se joint après la sortie de l'album. Ils tournent ensuite en 1993 en soutien à l'album. 
Après une tournée américaine, européenne et japonaise, Gumball revient en studio à la fin 1993 pour enregistrer un deuxième album pour Columbia, Revolution on Ice. L'album est publié chez Columbia/Sony en 1994, puis le groupe part en tournée. Columbia décide de renvoyer Gumball à cause des faibles ventes de Revolution on Ice.  Le groupe publie un DVD live sur son propre label à la fin 1994, Tokyo Encore, et décide de se séparer en 1995.

## Membres
- Don Fleming - guitare, chant
- Eric Vermillion - basse, chant
- Jay Spiegel - batterie
- Malcolm Riviera - guitare, claviers